# Коммунистическая партия Канады
Коммунисти́ческая па́ртия Кана́ды (англ. Communist Party of Canada; фр. Parti communiste du Canada) — основана в 1921 г. под названием Рабочая партия Канады. В 1924 г. приняла название Коммунистической партии Канады. В 1931—1936 гг. и в 1940—1943 гг. в условиях антикоммунистических законов находилась на нелегальном положении. С 1943 по 1959 г. называлась Рабочей прогрессивной партией (Labor-Progressive Party). В 1992 г. внутри КПК развернулась острая борьба по вопросу о её дальнейшем существовании. В середине 1990-х структура партии была восстановлена.
В парламенте компартия не представлена. Единственный кандидат — Фред Роуз — был избран в 1943 г. от округа Картье на довыборах и переизбран в 1945 г., после чего был лишён места в связи с обвинением в шпионаже в пользу СССР. На выборах 2011 года в парламент от левоцентристской Новой демократической партии был избран Матье Равино, ранее связанный с Коммунистической партией.
С 1920-х вплоть до 1950-х годов влияние партии особенно ощущалось в среде мигрантов-украинцев (из этой среды вышли такие активисты компартии, как Пётр Ильич Кравчук и Уильям Кардаш), финнов и евреев — с КПК были связаны Общество объединённых украинских канадцев, Финская организация Канады и Объединённый орден еврейского народа; также существовали секции для венгров, поляков, карпатских русинов, русских, сербов и хорватов.
С 1965 года в составе партии действует Коммунистическая партия Квебека. В 2005 году в компартии Квебека произошел раскол, большая часть членов высказалась за создание независимой от КПК организации. Обе компартии Квебека вошли в состав широкого левого объединения Солидарный Квебек, выступающего за независимость провинции.
В октябре 1959 г. была принята первая программа партии — «Путь к социализму в Канаде». Последняя редакция программы — «Канадское будущее — социализм» была принята в феврале 2001 г.

## Генеральные секретари
- 1921: Том Барпи
- 1921—1923: Уильям Мориарти
- 1923—1929: Джек Макдональд
- 1929—1962: Тимоти Бак
- 1962—1964: Лесли Моррис
- 1965—1988: Уильям Каштан
- 1988—1992: Джордж Хьюисон
- 1992—2016: Мигель Фигероа
- 2016—н.в.: Элизабет Роули

## Председатели
- 1921—1928: Морис Спектор
- 1943 — ?: Билл Кардаш
- 1962—1973: Тим Бак